# Nonel
Nonel er en type antændingsmateriel til sprængstoffer. Det består af en tynd slange, hvis inderside er beklædt med et ganske tyndt lag sprængstof. Overførslen af detonationsbølgen sker ved at sprængstoflaget i slangen detonerer og derved antænder en i den anden ende påsatte detonator. Detonationen af sprængstoffet i slangen er ikke kraftig nok til at slå slangen i stykker, hvilket er en stor sikkerhedsmæssig fordel.